# مقبره عیسی
مقبره عیسی (انگلیسی: Tomb of Jesus) اشاره به هر جایی است که اعتقاد بر این است که حضرت
عیسی دفن شده یا آرامگاه او است.